# 鹿島台車站
鹿島台車站（日语：／ Kashimadai eki */?）是由東日本旅客鐵道（JR東日本）所經營的鐵路車站，位於日本宮城縣大崎市鹿島台大字平渡字東錢神1號，是東北本線沿線的車站。在站務上鹿島台車站是由小牛田車站管理，屬於仙台支社的管轄範圍，是個設有綠窗口的有人車站。

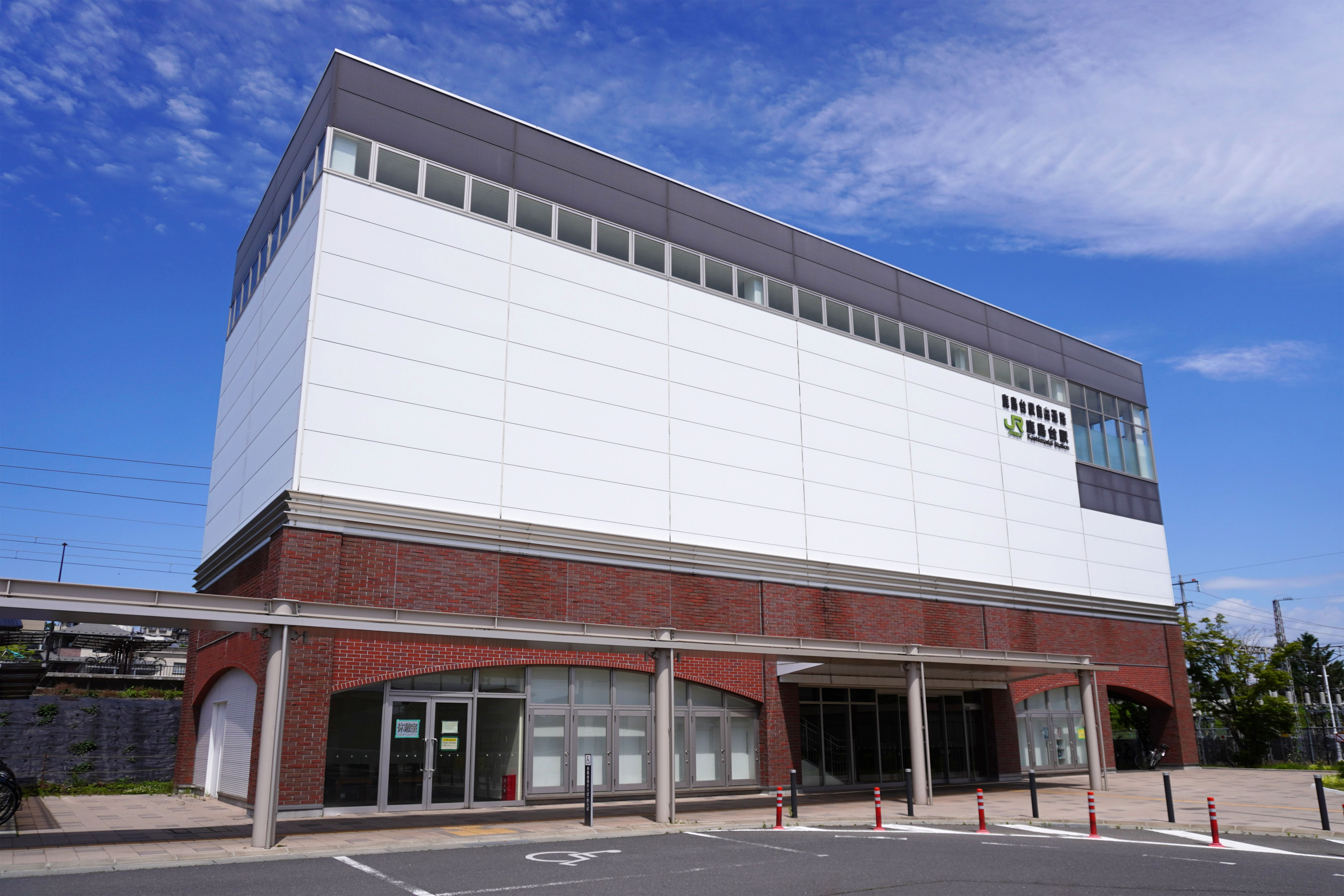
東口(2023年6月)

## 車站結構

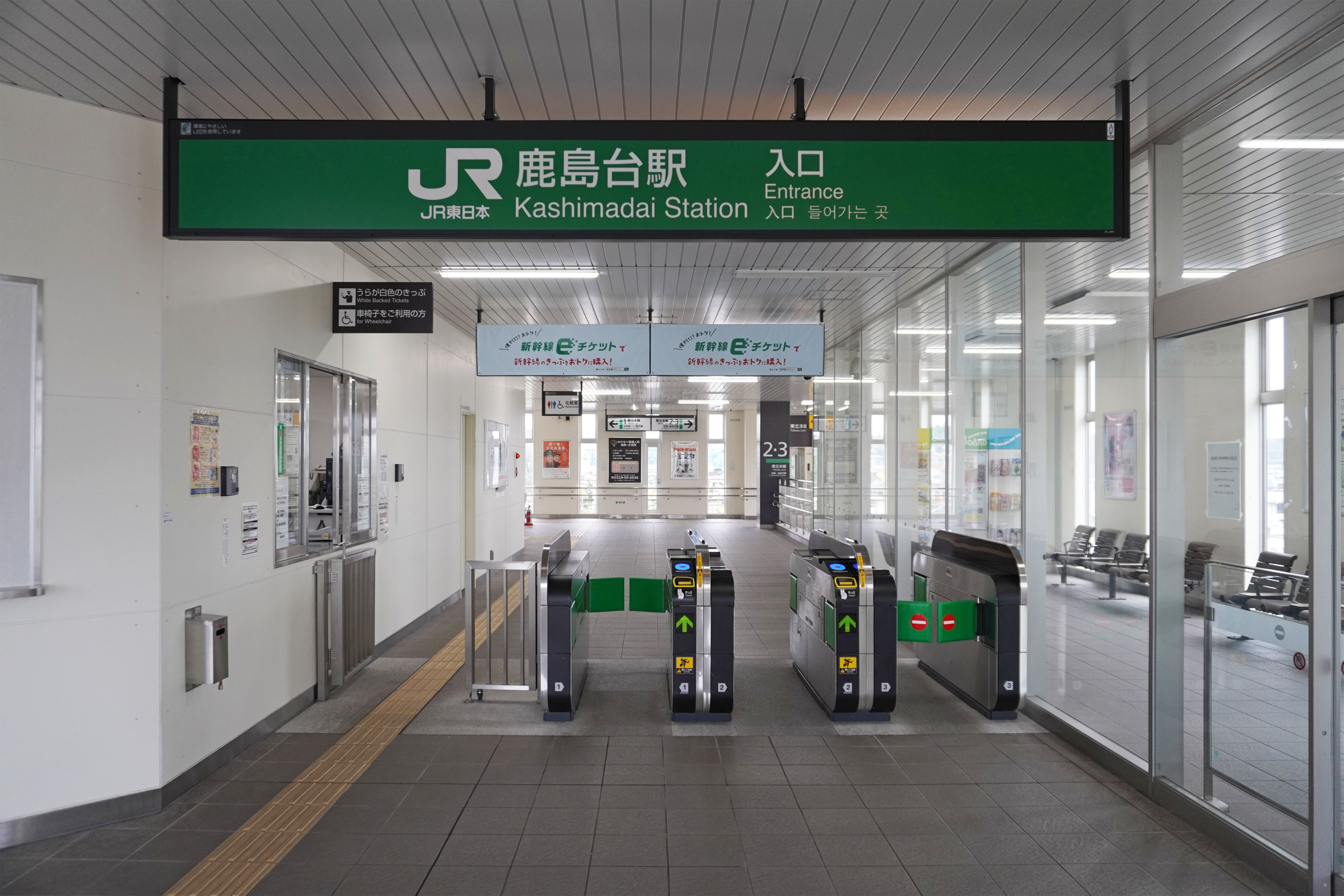
驗票口(2023年5月)

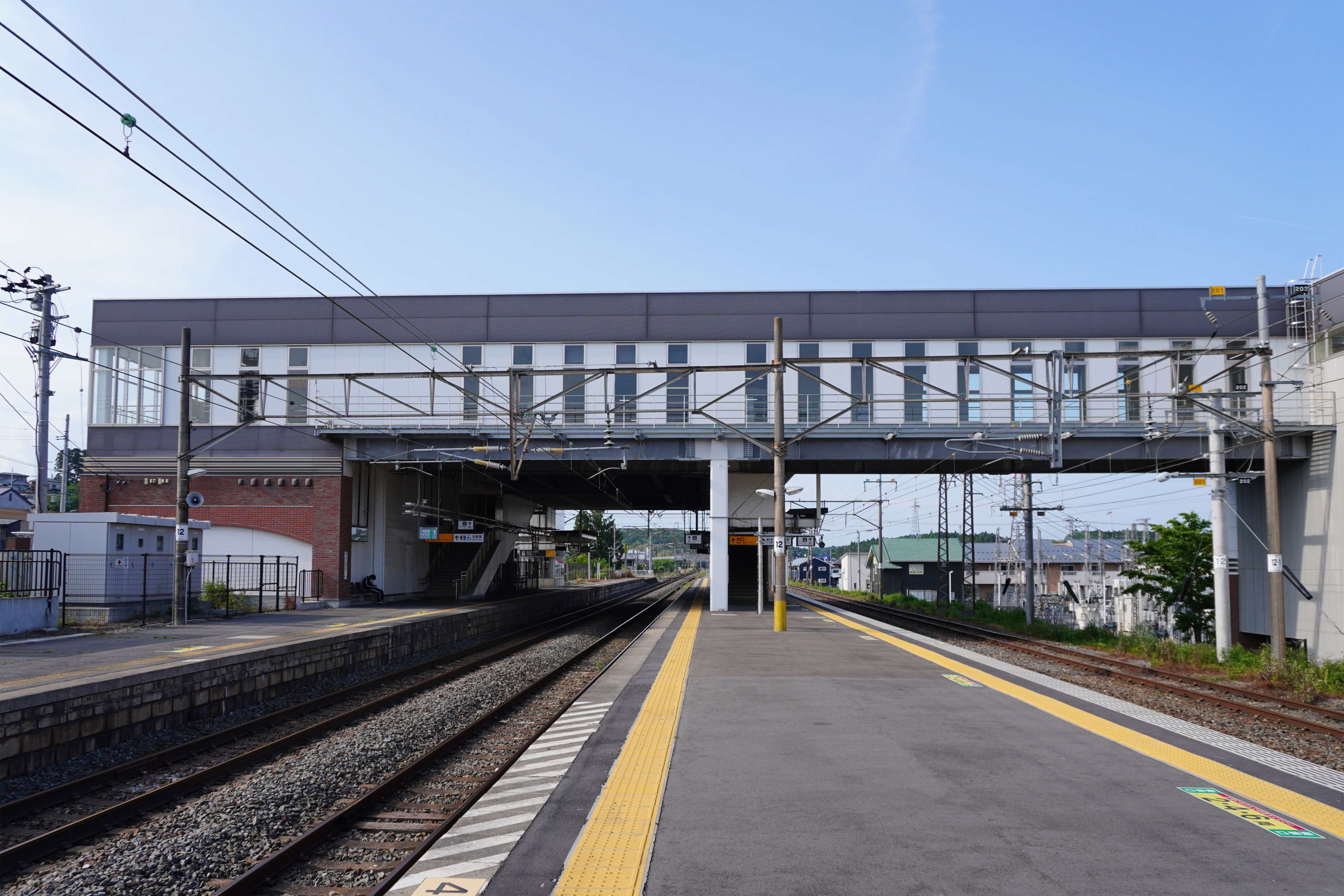
月台(2023年5月)

西側起，側式月台1面1線（1號月台）、島式月台1面2線（2、3號月台），月台旁設有側線1線。2號月台為下行待避線、側線為上行待避線で，但都沒有定期旅客列車使用。

### 月台配置
| 月台 | 路線                     | 方向                     | 目的地                   |
| ---- | ------------------------ | ------------------------ | ------------------------ |
| 1    | ■東北本線                | 下行                     | 小牛田、一之關方向       |
| 2    | （下行待避線，預留月台） | （下行待避線，預留月台） | （下行待避線，預留月台） |
| 3    | ■東北本線                | 上行                     | 松島、仙台方向           |

## 相鄰車站
東日本旅客鐵道
■東北本線
品井沼－鹿島台－松山町

## 外部連結
- （日語）鹿島台車站（JR東日本）（页面存档备份，存于）